# کوستین ننیچسکو
کوستین ننیچسکو (انگلیسی: Costin Nenițescu؛ ۱۵ ژوئیهٔ ۱۹۰۲ – ۲۸ ژوئیهٔ ۱۹۷۰) شیمی‌دان، و استاد دانشگاه اهل رومانی بود.
واکنش سنتز ایندول ننیچسکو در شیمی آلی به افتخار وی نامگذاری شده است.